# Суятинов, Николай Григорьевич
Николай Григорьевич Суятинов — советский хозяйственный, государственный и политический деятель, Герой Социалистического Труда.

## Биография
Родился в 1915 году в городе Путивль Путивльского уезда Курской губернии. Член КПСС.
С 1935 года — на хозяйственной, общественной и политической работе. В 1935—1985 гг. — слесарь-монтажник на территории Сумской области Украинской ССР, красноармеец, участник Великой Отечественной войны, бригадир монтажников на различных предприятиях Львовской области Украинской ССР и Татарской АССР, начальник участка, мастер строительно-монтажного управления (СМУ) № 3, старший производитель работ специализированного управления № 7 сварочно-монтажного треста, старший прораб СМУ № 10 треста «Воронежтрубопроводстрой».
Указом Президиума Верховного Совета СССР от 14 октября 1967 года присвоено звание Героя Социалистического Труда с вручением ордена Ленина и золотой медали «Серп и Молот».
Умер в Воронеже в 2011 году.